# Sugar B.

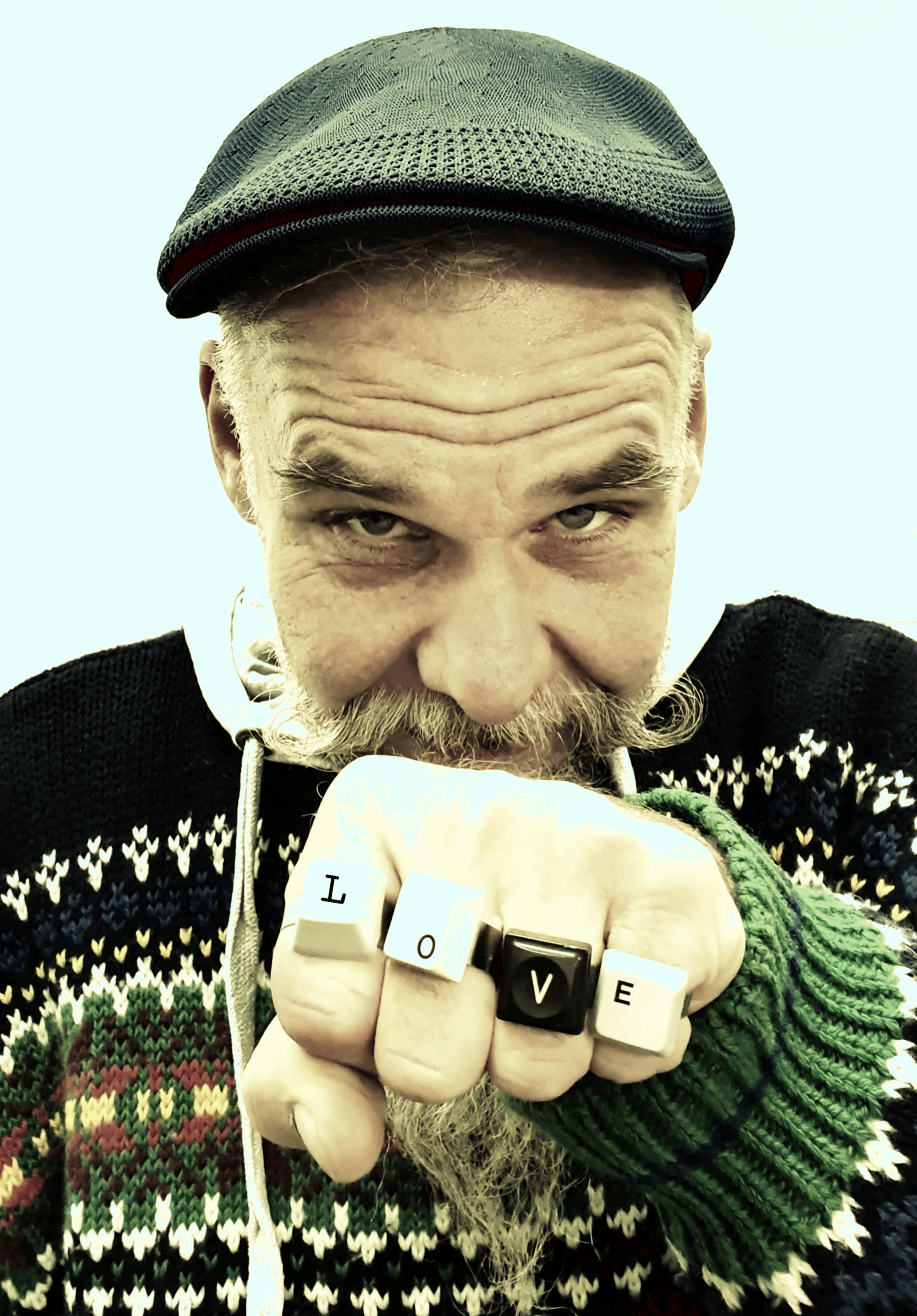
Sugar B – 2019

Sugar B (* 14. Juli 1967 als Martin Forster in Wien) ist Musiker, MC, Veranstalter, Entertainer, Schauspieler und Sendungsgestalter im österreichischen Radiosender FM4.

## Biografie
Martin Forster wuchs im 16. Gemeindebezirk Ottakring auf und absolvierte die Höhere Graphische Bundes-Lehr- und Versuchsanstalt in Wien.
Er war Sänger der Wiener Band Dr. Moreau’s Creatures, aus der 1986 das Crossover-Projekt The Moreaus (gemeinsam mit Rodney Hunter, DJ DSL und Peter Kruder) hervorging. The Moreaus veröffentlichten mehrere Singles und eine Langspielplatte: Swound Vibes, das von mehreren Quellen als „erstes österreichisches Hip-Hop-Album“ bezeichnet wird. 1991 löste sich die Band auf.
1992 gelang Forster als Teil des Novelty-Dancefloorprojektes Edelweiss mit dem Titel Raumschiff Edelweiss der Einstieg in die Charts.
Ab 1992 gestaltete er gemeinsam mit DJ Makossa (Marcus Wagner-Lapierre) die Radiosendung Silly Solid Swound Sound System auf Ö3, welche ab 1995 auf FM4 unter dem Sendungstitel Swound Sound weitergeführt wurde. Sie findet dort wöchentlich bis heute statt. Ende der 1990er Jahre begleitete Sugar B. das Wiener Produzentenduo Kruder & Dorfmeister auf mehreren Touren als MC und Tänzer.
Von 1995 bis 2006 war Sugar B gemeinsam mit DJ Gü-Mix und DJ Sweet Susie Veranstalter der Clubreihe Dub Club im Wiener Szenelokal Flex.
Seit 2016 tritt Sugar B als deutschsprachiger Stegreifpoet auf und kooperiert mit Musikern aus den Bereichen Dub, Funk und Weltmusik.

## Diskografie
Alben
- 1990: The Moreaus – Swound Vibes, GiG Records
- 1991: Various – Save the Vinyl, Swound Park Products
- 2000: Sugar B – I&I Produkt, Dub Club

EPs und Singles
- 1988: The Moreaus – Pump The Ladies / 120, Mizzi hat nichts von mir wissen wollen bis ich zur Gitarre griff Records
- 1988: The Moreaus – And Everything Changed To Gold, Mizzi hat nichts von mir wissen wollen bis ich zur Gitarre griff Records
- 1988: Dr. Moreau’s Creatures – Hey Mr. Spaceman / Lonesome, Mizzi hat nichts von mir wissen wollen bis ich zur Gitarre griff Records
- 1990: The Moreaus – Neanderthal Man, GiG Records
- 1990: The Moreaus – Waikiki, GiG Records[10]
- 1996: Sugar + Spice – Easy To Mix, Swound Park Products
- 2004: Sugar B – Unite Tonite, Best Seven
- 2004: Eva Be feat Joe Dukie and Sugar B – Eve`s Time Tonite, Best Seven[11]
- 2007: DJ DSL & Sugar B – DJ DSL & Sugar B On Ear, Olli Wood Records, On Ear[12]
- 2021: Sugar B & Andreas Weisz – Der Blender, Swound Park Products[13]

## Filmrollen
- 1986 – Müllers Büro
- 1993 – Muttertag